# Héreg
Héreg község Komárom-Esztergom vármegyében, a Tatabányai járásban.

## Fekvése
Héreg a Gerecse hegység keleti lábánál, festői völgyben fekvő, mintegy 1015 lakosú település.
A Tát-Tatabánya közti 1119-es út mentén fekszik, Esztergomtól 29, Tatától 22, Tatabányától 20, a szomszédos Tarjántól és Tardostól pedig 6–6 kilométer (utóbbitól közúton 13 kilométer) távolságra található.

## Története
Héreg területe, és környéke már a rómaiak idején is lakott hely volt. Az „újhegyi” szőlő dűlőjének tetején sokáig látható volt egy sánc, ahol többször találtak római kori (Nero római császár idejéből való) pénzérméket. A tatárjárás előtt valószínűleg az ún. faluhelyi dűlőn állott a falu, de a tatárok elpusztították, s jelenlegi helyére települt újra. A község határában a hagyományok szerint a domonkos-rendi barátoknak klastromuk is volt, de nyomai már nem láthatók.
A település első okleveles említése 1326-ból való „Hereg” alakban. Ekkor már az esztergomi érsekség faluja volt, s még az 1800-as években is voltak itt az érsekségnek birtokai.
A 15. század második felét idézi az a legenda, mely a településen található Királykúthoz fűződik. A hagyomány szerint Mátyás király gyakran pihent meg ennél a kútnál környéken való vadászatai alkalmával.
A török időkben „Zereg” néven említik. 1552-ben csak négy házat találtak a faluban, de 1690-re újratelepült. Katolikus lakosai a felvidéki (volt Komárom vármegyei) Ímelyről, a reformátusok pedig Ágóról (Bars vármegyéből) származtak ide. A reformátusok fatornya 1787-1859 között állt.
A településen egy, a szabadságharc utáni időkből való esemény emléke is fennmaradt: 1849-ben az osztrákok az egész falut fel akarták égetni, mert a héregiek az őrjáratukra rálőttek, csak a plébános könyörgésére álltak el a szándékuktól, megelégedvén azzal, hogy a bíró házát kirabolták és félig lerombolták.
Héreg határában található egy elpusztult falu, Fyast nyoma, a jásti hegy és tó környékén, melyet 1326-ban még a fyasti egyház földjeként említettek.

## Közélete

### Polgármesterei
- 1990–1994: Dékán János (független)[4]
- 1994–1998: Dékán János (független)[5]
- 1998–2002: Dékán János (független)[6]
- 2002–2006: Dékán János (független)[7]
- 2006–2010: Dékán János (független)[8]
- 2010–2014: Nieszner József (független)[9]
- 2014–2019: Nieszner József (független)[10]
- 2019–2024: Nieszner József (független)[11]
- 2024– : Nemes Ágnes (független)[1]

## Népesség
A település népességének változása:
| Lakosok száma | 1032 | 1005 | 995  | 1086 | 1049 | 1063 | 1082 |
|               | 2013 | 2014 | 2015 | 2021 | 2022 | 2023 | 2024 |

A 2011-es népszámlálás során a lakosok 84,8%-a magyarnak, 1,3% cigánynak, 0,3% lengyelnek, 1,9% németnek, 0,5% románnak, 0,2% szerbnek, 0,2% szlováknak mondta magát (14,7% nem nyilatkozott; a kettős identitások miatt a végösszeg nagyobb lehet 100%-nál). A vallási megoszlás a következő volt: római katolikus 46,8%, református 15,7%, evangélikus 0,6%, görögkatolikus 0,2%, felekezeten kívüli 11,2% (24,4% nem nyilatkozott).
2022-ben a lakosság 88,5%-a vallotta magát magyarnak, 2,1% cigánynak, 1,4% németnek, 0,3% románnak, 0,3% lengyelnek, 0,1-0,1% horvátnak, ruszinnak, szerbnek és szlováknak, 2,4% egyéb, nem hazai nemzetiségűnek (11,3% nem nyilatkozott; a kettős identitások miatt a végösszeg nagyobb lehet 100%-nál). Vallásuk szerint 32% volt római katolikus, 10% református, 0,7% evangélikus, 0,2% izraelita, 0,1% görög katolikus, 0,1% ortodox, 0,9% egyéb keresztény, 1% egyéb katolikus, 16,6% felekezeten kívüli (38,4% nem válaszolt).

## Nevezetességei
- Falumúzeum
- Katolikus templom: késő barokk, 1794; bővítve: 1825.
- Király-kút: a Nagy-Gerecse aljában van a Gerecse legszebb fekvésű, boltozat alatt foglalt forrása, egy szép erdei tisztáson. Neve Mátyás király itteni vadászatainak emlékét őrzi.
- Mész-Berki kút
- Rekettyés-kút (Petőfi csárda)

## Ismert emberek
- Itt halt meg 1945. március 24-én Magyary Zoltán, a közigazgatás-tudomány nemzetközi hírű művelője.
- Itt él a televízióban Móka Mikiként ismertté vált Levente Péter feleségével, Döbrentey Ildikó írónővel.

## Fotógaléria

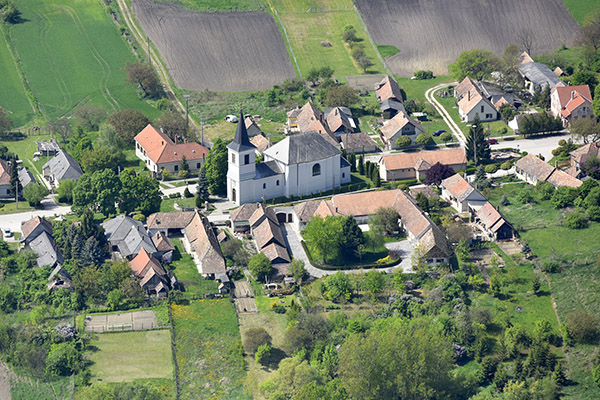
Héreg római katolikus temploma
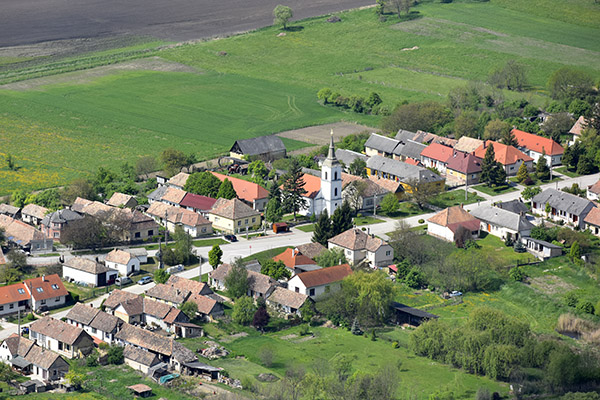
Református templom, Héreg
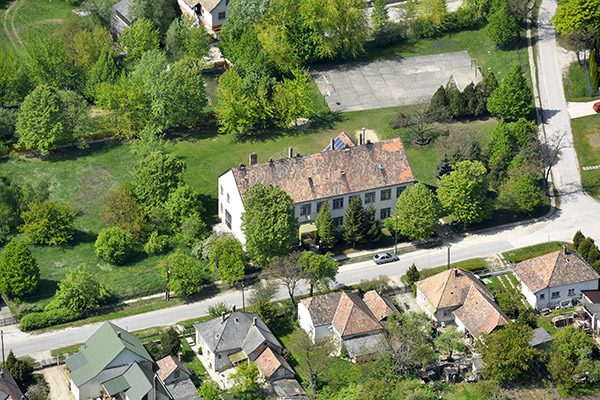
Az általános iskola épülete Héregen
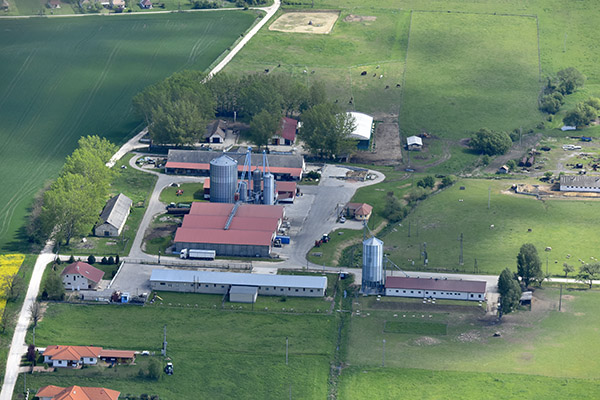
Héregi repceolaj gyártó üzem
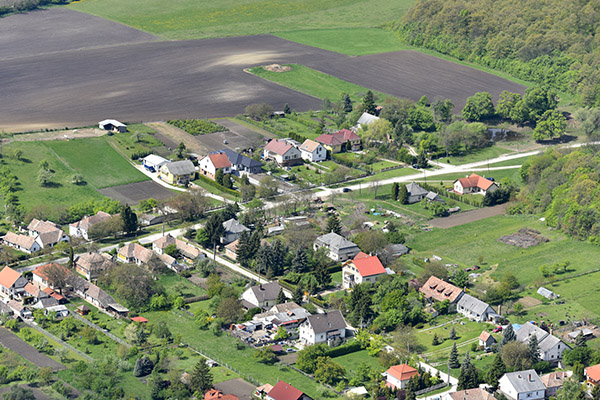
Héreg község madártávlatból
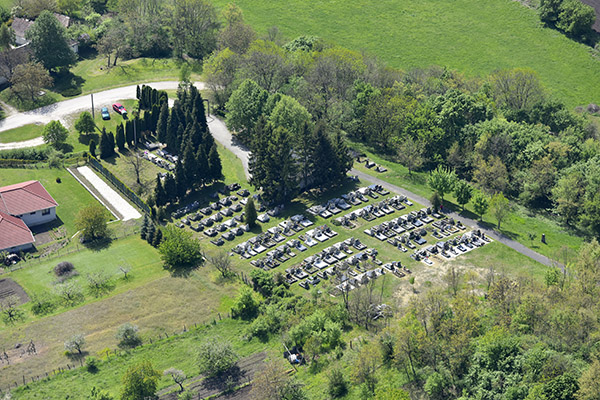
A héregi temető